# Edith Niederfriniger
Edith Niederfriniger (* 2. Juni 1971 in Meran, Südtirol) ist eine ehemalige italienische Triathletin. Sie ist Triathlon-Europameisterin auf der Langdistanz (2003) und zweifache Ironman-Siegerin (2006, 2007). Sie wird in der Bestenliste italienischer Triathletinnen auf der Ironman-Distanz geführt.

## Werdegang
Edith Niederfriniger ist ausgebildete Diplom-Sportlehrerin, begann 1980 mit Schwimmen als Leistungssport und betreibt Triathlon seit 1989. Sie startete für den Sport Club Meran Triathlon und war seit 1999 Mitglied der italienischen Triathlon-Nationalmannschaft.
1999 wurde sie italienische Meisterin über die Triathlon-Langdistanz (3,86 km Schwimmen, 180,2 km Radfahren und 42,195 km Laufen). Im September wurde sie in Peschiera del Garda Dritte bei der nationalen Meisterschaft auf der Kurzdistanz.
Im August 2002 startete sie erstmals beim Ironman Germany in Frankfurt am Main auf der Triathlon-Langdistanz und wurde auf Anhieb Vierte.

### Europameisterin Triathlon Langdistanz 2003
In Dänemark wurde sie 2003 Triathlon-Europameisterin auf der Langdistanz. Sie ist die erste Italienerin, die 2008 beim Ironman Austria unter der Neun-Stunden-Marke blieb.
Niederfriniger ist auch als Langstreckenläuferin erfolgreich und gewann beim Südtirol-Marathon 2003 auf der Halbmarathon-Strecke und 2004, 2005 und 2008 auf der Volldistanz. Ihre Siegeszeit von 2004 (2:47:39 h) ist ein ehemaliger Südtiroler Marathon-Landesrekord, der 2007 durch Renate Rungger gebrochen wurde.

2006 wurde sie beim München-Marathon Zweite in 2:48:08 h und sicherte sich damit den Titel München Hero für die Kombinationswertung aus München-Triathlon und München-Marathon vor der Deutschen Nicole Leder.
Im Mai 2011 wurde sie zum zweiten Mal nach 1999 nationale Meisterin auf der Triathlon Langdistanz. 2012 wurde sie Zweite bei der Erstaustragung einer nationalen Meisterschaft auf der Triathlon-Mitteldistanz.
Die Sportlerin mit dem Spitznamen „Ironfrini“ wurde trainiert von Fabio Vedana und ist über viele Jahre vom Sport- und Ernährungswissenschaftler Bram van Dam betreut worden. Beim Ironman in Klagenfurt im Juni 2014 erklärte sie ihre aktive Profi-Karriere für beendet.
Im März 2015 wurde Niederfriniger beim Radtraining in Südafrika von einem Fahrzeug erfasst und schwer verletzt.

## Sportliche Erfolge
| Datum/Jahr    | Platz | Wettbewerb                                           | Austragungsort       | Zeit       | Bemerkung                                                                         |
| ------------- | ----- | ---------------------------------------------------- | -------------------- | ---------- | --------------------------------------------------------------------------------- |
| 25. Aug. 2013 | 4     | Trans Vorarlberg Triathlon                           | Bregenz              | 04:56:16   |                                                                                   |
| 2. März 2013  | 1     | Abu Dhabi International Triathlon                    | Abu Dhabi            | 03:58:07   | Siegerin auf der Kurzdistanz                                                      |
| 25. Nov. 2012 | 3     | Laguna Phuket Triathlon                              | Phuket               | 02:58:49,3 |                                                                                   |
| 10. Juni 2012 | 2     | Ironman 70.3 Italy                                   | Pescara              | 04:50:06   |                                                                                   |
| 1. Mai 2012   | 2     | ITA Middle Distance Triathlon National Championships | Barberino di Mugello | 04:32:22   | Staatsmeisterschaft Mitteldistanz                                                 |
| 4. Dez. 2011  | 15    | Ironman 70.3 Asia Pacific                            | Phuket               | 04:51:41   |                                                                                   |
| 27. Nov. 2011 | 4     | Laguna Phuket Triathlon                              | Phuket               | 03:00:16   |                                                                                   |
| 12. Juni 2011 | 2     | Ironman 70.3 Italy                                   | Pescara              | 04:47:51   | bei der Erstaustragung Zweite hinter Martina Dogana                               |
| 1. Mai 2011   | 3     | Challenge Fuerteventura                              | Fuerteventura        |            |                                                                                   |
| 5. Sep. 2010  | 3     | Challenge Walchsee-Kaiserwinkl                       | Walchsee             | 04:38:58   | Dritte bei der Erstaustragung                                                     |
| 29. Mai 2010  | 1     | Vienna City Triathlon                                | Wien                 | 04:23:23   | auf der Halbdistanz (1,9 km Schwimmen, 90 km Radfahren, 20 km Laufen)             |
| 2008          | 1     | Tri-Motion Austria                                   | Saalfelden           |            | Siegerin auf der Halbdistanz neben dem Österreicher Michael Weiss bei den Männern |
| 2007          | 3     | Ironman 70.3 Austria                                 | St. Pölten           | 04:31:26   |                                                                                   |
| 2006          | 1     | München-Triathlon                                    | München              |            | [ 5 ]                                                                             |
| Dez. 2004     | 8     | Laguna Phuket Triathlon                              | Phuket               |            | [ 6 ]                                                                             |
| 2003          | 1     | Kalterer See Triathlon                               | Kalterer See         |            | Olympische Distanz                                                                |

| Datum/Jahr    | Platz | Wettbewerb                                         | Austragungsort    | Zeit     | Bemerkung |
| ------------- | ----- | -------------------------------------------------- | ----------------- | -------- | --- |
| 29. Juni 2014 | 21    | Ironman Austria                                    | Klagenfurt        | 10:00:29 | |
| 5. Nov. 2011  | 14    | ITU Long Distance Triathlon World Championships    | Henderson         | 06:13:24 | Weltmeisterschaft auf der Langdistanz. |
| 15. Mai 2011  | 1     | ITA Long Distance Triathlon National Championships | Candia            | 06:28:10 | Staatsmeisterin |
| 9. Okt. 2010  | 31    | Ironman Hawaii                                     | Hawaii            | 10:18:29 | sechster Start beim Ironman Hawaii |
| 26. Juni 2010 | 3     | ETU Long Distance Triathlon European Championships | Vitoria-Gasteiz   | 06:41:01 | Dritte bei der Europameisterschaft auf der Langdistanz |
| 13. März 2010 | 21    | Abu Dhabi International Triathlon                  | Abu Dhabi         | 07:52:49 | 3 km Schwimmen, 200 km Radfahren und 20 km Laufen |
| 27. Feb. 2010 | 2     | Ironman Malaysia                                   | Langkawi          | 09:35:02 | Edith Niederfriniger erreichte bei einem Ironman-Bewerb bereits das zwölfte Mal eine Platzierung unter den besten Drei.                                                  |
| 29. Nov. 2009 | 3     | Ironman Mexico                                     | Cozumel           | 09:30:34 | auf der mexikanischen Insel |
| 10. Okt. 2009 | 17    | Ironman Hawaii                                     | Hawaii            | 09:55:48 | |
| 8. Aug. 2009  | 2     | ETU Long Distance Triathlon European Championships | Prag              |          | Europameisterschaft auf der Langdistanz über 4 km Schwimmen, 120 km Radfahren und 30 km Laufen                                                                           |
| 21. Juni 2009 | 8     | Ironman Coeur d’Alene                              | Idaho             | 09:56:44 | Edith Niederfriniger stieg als dritte Frau nach der Schwimmetappe aus dem Wasser.                                                                                        |
| 19. Apr. 2009 | 2     | Ironman China                                      | Haikou            | 10:01:39 | zweiter Rang hinter der Australierin Charlotte Paul |
| Nov. 2008     | 3     | Ironman Arizona                                    | Tempe             |          | |
| 13. Juli 2008 | 3     | Ironman Austria                                    | Klagenfurt        | 08:59:45 | italienischer Ironman-Rekord und persönliche Bestzeit |
| 13. Apr. 2008 | 2     | Ironman South Africa                               | Port Elizabeth    | 09:27:53 | |
| 13. Okt. 2007 | 15    | Ironman Hawaii                                     | Hawaii            | 09:50:58 | |
| 2007          | 2     | Ironman South Africa                               | Port Elizabeth    | 09:47:02 | |
| 8. Juli 2007  | 1     | Ironman Austria                                    | Klagenfurt        | 09:08:47 | |
| 19. Nov. 2006 | 2     | ITU Long Distance Triathlon World Championships    | Canberra          | 06:57:17 | Vize-Weltmeisterin hinter Bella Comerford auf der Langdistanz |
| 26. Aug. 2006 | 3     | ETU Long Distance Triathlon European Championships | Niederlande       |          | dritter Rang bei der Triathlon-Europameisterschaft auf der Langdistanz hinter der Dänin Lisbeth Kristensen und der Italienerin Martina Dogana beim UPC Holland Triathlon |
| 25. Juni 2006 | 1     | Ironman France                                     | Nizza             | 09:56:31 | erster Sieg über die Ironman-Distanz |
| 5. Juli 2005  | 2     | Ironman Austria                                    | Klagenfurt        | 09:33:23 | |
| 16. Okt. 2004 | 28    | Ironman Hawaii                                     | Hawaii            | 11:05:48 | |
| 2004          | 2     | Ironman Brasil                                     | Florianópolis     | 09:32:16 | |
| 18. Okt. 2003 | 24    | Ironman Hawaii                                     | Hawaii            | 10:31:28 | |
| 6. Juli 2003  | 2     | Ironman Austria                                    | Klagenfurt        | 09:11:44 | |
| 2003          | 1     | ETU Long Distance Triathlon European Championships | Fredericia        |          | Siegerin bei der ETU-Langdistanz-Europameisterschaft |
| 19. Okt. 2002 | 23    | Ironman Hawaii                                     | Hawaii            | 10:33:12 | |
| 18. Aug. 2002 | 4     | Ironman Germany                                    | Frankfurt am Main |          | erster Start auf der Ironman-Distanz |
| 2. Juni 2002  | 2     | ITA Long Distance Triathlon National Championships | Barcis            | 06:32:11 | Vize-Staatsmeisterin hinter Daniela Locarno |
| 24. Sep. 2000 | 3     | ITA Long Distance Triathlon National Championships | Iraklio           | 06:58:19 | |
| 24. Juli 1999 | 1     | ITA Long Distance Triathlon National Championships | Ronzone           | 07:34:22 | Staatsmeisterin Langdistanz |

| Datum/Jahr   | Platz | Wettbewerb        | Austragungsort | Distanz      | Zeit     | Bemerkung                                                 |
| ------------ | ----- | ----------------- | -------------- | ------------ | -------- | --------------------------------------------------------- |
| 5. Okt. 2008 | 1     | Südtirol-Marathon | Neumarkt       | Marathon     | 02:50:24 |                                                           |
| 9. Okt. 2005 | 1     | Südtirol-Marathon | Neumarkt       | Marathon     | 02:49:12 |                                                           |
| 4. Apr. 2004 | 1     | Südtirol-Marathon | Neumarkt       | Marathon     | 02:47:39 |                                                           |
| 6. Apr. 2003 | 1     | Südtirol-Marathon | Neumarkt       | Halbmarathon | 01:46:19 | Aufgrund einer Fehlleitung betrug die Strecke ca. 26,3 km |

(DNF – Did Not Finish)